# Капо д'Орландо
Ка̀по д'Орла̀ндо (на италиански: Capo d'Orlando, на сицилиански Capu d'Urlannu, Капу д'Урлану) е морски курортен град и община в Южна Италия, провинция Месина, автономен регион и остров Сицилия. Разположен е на брега на Тиренско море. Населението на общината е 13 263 души (към 2010 г.).